# El detectiu Conan: Atrapat als seus ulls
El detectiu Conan: Atrapat als seus ulls (名探偵コナン 瞳の中の暗殺者 Meitantei Conan: Hitomi no Naka no Ansatsusha) és la quarta pel·lícula basada en la sèrie Detectiu Conan. Es va estrenar el 22 d'abril del 2000 al Japó i a Catalunya el 10 d'abril del 2009.

## Argument
Podrà destapar el nostre heroi el secret d'aquesta enorme organització? Amb cada nou llargmetratge que s'emet, més elogis i més bon resultats obté el programa. Quina és la pròxima missió que haurà d'afrontar el nostre heroi, el detectiu Conan? Un subinspector és atacat en presència de la lliga de detectius júnior, inclòs en Conan. Això serà només el principi d'una sèrie d'homicidis terribles contra agents de policia. Pot tractar-se d'una colla de terroristes despietats com els extremistes radicals? Dos dels oficials assassinats han estat trobats amb el bloc de notes a la mà. En Conan investiga el cas amb la col·laboració d'un altre detectiu, en Kogoro, i plegats miren d'obtenir informació de l'inspector Shiratori. Tot i que fins ara sempre s'ha mostrat molt cooperatiu i disposat a ajudar, aquesta vegada es nega a parlar de l'assumpte. En Kogoro el pressiona, però aquest li contesta "No cal que ho sàpiga", una frase interna del cos policial que vol dir que el cas implica personal de la policia. Podria tractar-se de l'assassí perfecte? Incapaç d'aconseguir informació del departament metropolità de policia, en Conan veu com s'estan cometent una sèrie d'assassinats que queden ocults darrere una organització gegantina. I el pitjor de tot és que algú està posant en perill la vida de la seva amiga Ran, l'assassí la vol matar perquè li ha vist la cara, però la Ran perd la memòria i no recorda res de res, ni tan sols el seu amic de la infantesa: en Shinichi! Podrà en Shinichi salvar la Ran d'aquest malvat assassí i de la pèrdua de memòria?

## Música
El tema musical principal d'aquesta pel·lícula és "Anata ga Iru Kara", de la cantant japonesa Miho Komatsu.
Per a aquesta pel·lícula, el músic japonès Katsu Ohno va crear 28 noves pistes de so. Aquestes pistes de so van ser utilitzades posteriorment per a la sèrie, a partir del capitol 252 de la numeració japonesa.

## Curiositats
- En aquesta pel·lícula es revela com en Kogoro es va declarar a l'Eri.
- S'ensenya per primer cop l'estructura del parc d'atraccions Tropical Land, el mateix on en Shinichi es va trobar per primer cop amb en Gin i en Vodka. Durant el transcurs de la pel·lícula, la Ran recorda alguns fets d'aquell dia.
- La pel·lícula ha recaptat quasi 2.500 milions de iens, o aproximadement 17 milions d'euros.

## Doblatge
- Estudi Doblatge: 103 TODD-AO ESTUDIOS.
- Direcció: Teresa Manresa.
- Traducció: Barbara Pesquer.
- Repartiment:

| Personatge                     | veu catalana        | veu japonesa       |
| ------------------------------ | ------------------- | ------------------ |
| Shinichi Kudo                  | ÓSCAR MUÑOZ         | Kappei Yamaguchi   |
| Conan Edogawa                  | JOËL MULACHS        | MINAMI TAKAYAMA    |
| Ran Mouri                      | NÚRIA TRIFOL        | WAKANA YAMAZAKI    |
| Kogoro Mouri                   | JORDI ROYO          | AKIRA KAMIYA       |
| Dr. Hiroshi Agasa              | FÈLIX BENITO        | KENICHI OGATA      |
| Inspector Juuzou Megure        | RAMON CANALS        | FÛRIN CHA          |
| Genta Kojima                   | MIQUEL BONET        | WATARU TAKAGI      |
| Mitsuhiko Tsuburaya            | ELISABET BARGALLÓ   | IKUE OOTANI        |
| Ayumi Yoshida                  | BERTA CORTÉS        | YUKIKO IWAI        |
| Inspector Wataru Takagi        | DAVID CORSELLAS     | WATARU TAKAGI      |
| Inspectora Miwako Satou        | TERESA SOLER        | ATSUKO YUYA        |
| Sonoko Suzuki                  | EVA LLUCH           | NAOKO MATSUI       |
| Ai Haibara                     | ROSER ALDABÓ        | MEGUMI HAYASHIBARA |
| Inspector Ninzaburo Shiratori  | JORDI SALAS         | KANETO SHIOZAWA    |
| Inspector Chiba                | JOSEP MARIA MAS     | ISSHIN CHIBA       |
| Toshiya Odagiri                | (DESCONEGUT)        | HISAO EGAWA        |
| Superintendent Toshiro Odagiri | JOAN ANTÓN RAMONEDA | KÔJI NAKATA        |
| Dr. Kyosuke Kazato             | (DESCONEGUT)        | KAZUHIKO INOUE     |
| Eri Kisaki                     | TERESA MANRESA      | GARA TAKASHIMA     |
| Tamaki Jinno                   | MAR ROCA            | RICA FUKAMI        |
| Makoto Tomonari                | (DESCONEGUT)        | TOSHIYUKI MORIKAWA |
| Sara Shiratori                 | MARIA JOSEP GUASCH  | SAYAKA OHARA       |
| Subinspector Osamu Narasawa    | FRANCESC FIGUEROLA  | YUTAKA SHIMAKA     |